# Xiphopteris cucullata
Xiphopteris cucullata là một loài dương xỉ trong họ Polypodiaceae. Loài này được Spreng. mô tả khoa học đầu tiên..
Danh pháp khoa học của loài này chưa được làm sáng tỏ. 